# Sergio Alejandro Aguillón-Mata
Sergio Alejandro Aguillón-Mata (Ciudad de México, 1980) es un escritor y ensayista mexicano.

## Biografía
Nacido en la Ciudad de México, realizó estudios de literatura en la Universidad Autónoma de Zacatecas (UAZ). Posteriormente obtuvo un doctorado en literatura hispánica por El Colegio de México. En 2009 recibió una beca del Servicio Alemán de Intercambio Académico para realizar investigaciones literarias en las ciudades alemanas de Dresde y Berlín. Del mismo modo fue becario del Fondo Nacional para la Cultura y las Artes (FONCA) en el programa "Jóvenes Creadores" entre 2011 y 2012.
Ha colaborado en diversos medios como Punto de Partida, La cabeza del moro, Luvina y La Jornada Semanal. Es autor de múltiples libros de narrativa y ensayo como Quién escribe (Paisajista) (2004), Tratado de una zona privada (2013), y Envés: prosas, 2001-2011 (2016).

### Premios y reconocimientos
Fue ganador del Premio Nacional de Ensayo Punto de Partida en 2003 por Palingenesia, un ensayo sobre Farabeuf de Salvador Elizondo.

## Publicaciones seleccionadas

### Cuentos
- Aguillón-Mata, Sergio Alejandro (2004). Quién escribe (Paisajista). Zacatecas: Instituto Zacatecano de Cultura Ramón López Velarde.
- Aguillón-Mata, Sergio Alejandro (2013). Tratado de una zona privada. Zacatecas, Zacatecas: Tratado de Pictographia (Poéticas contemporáneas. Colección de narrativa joven del Centro Occidente; 10)zona privada. ISBN 9786079087289.

### Ensayos
- Aguillón-Mata, Sergio Alejandro (2016). Envés: prosas, 2001-2011 (Primeraición edición). Monterrey, Nuevo León, México: Universidad Autónoma de Nuevo León. ISBN 9786072705449.